# Chất lượng năng lượng
Bản mẫu:Không có chú thích

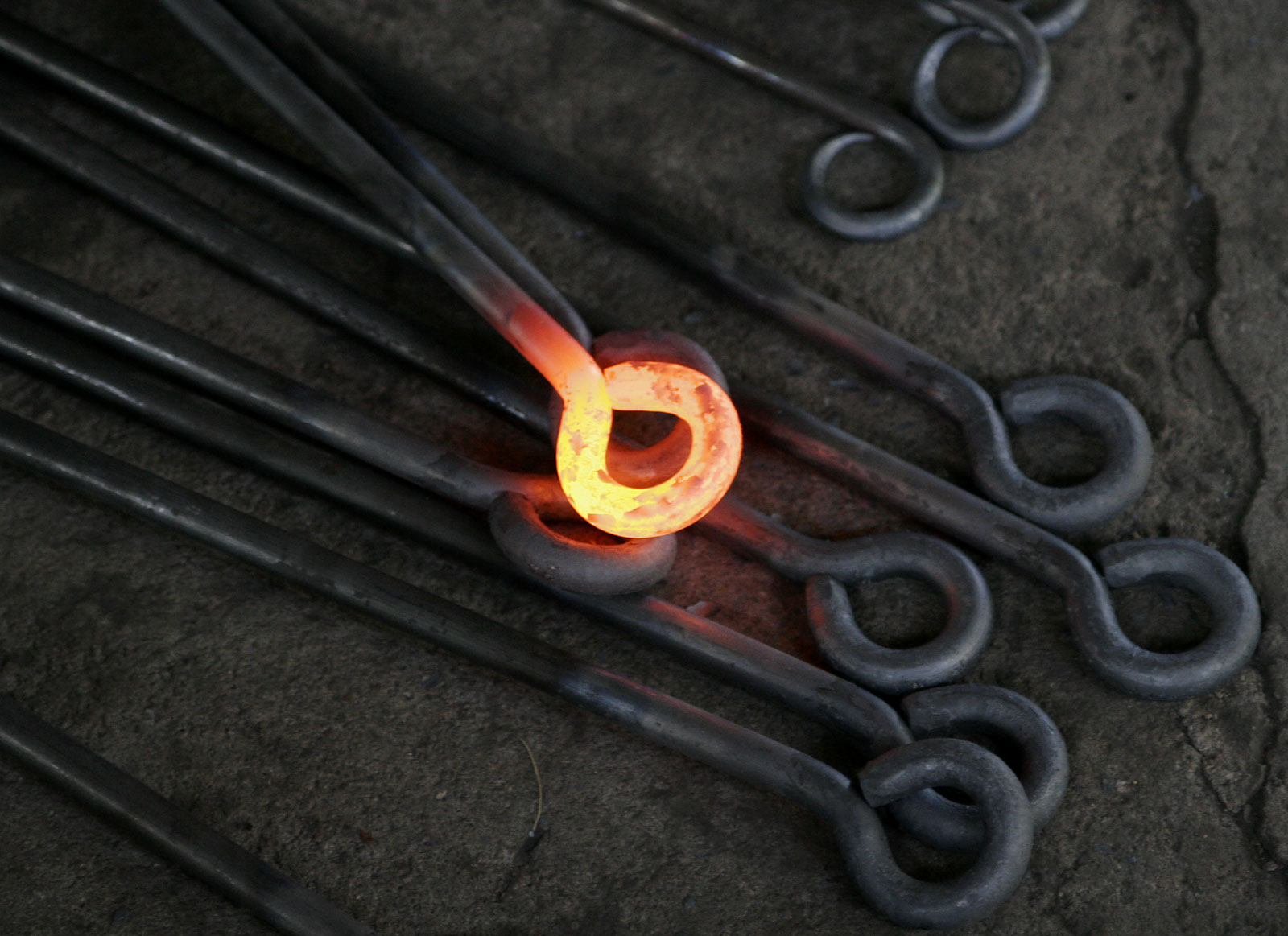
Nhiệt, một dạng năng lượng, là một phần thế năng và một phần động năng

Chất lượng năng lượng là sự tương phản giữa hình thức năng lượng khác nhau, mức dinh dưỡng khác nhau trong hệ thống sinh thái và xu hướng của năng lượng chuyển đổi từ dạng này sang dạng khác. Khái niệm này đề cập đến những kinh nghiệm thực nghiệm trong những đặc điểm, hoặc Qualia, các hình thức năng lượng khác nhau khi họ dòng chảy và biến đổi. Nó xuất của chúng tôi phổ biến nhận thức của nhiệt giá trị, tính linh hoạt và hiệu suất môi trường của các hình thức năng lượng khác nhau và cách một tăng nhỏ trong dòng chảy năng lượng đôi khi có thể tạo ra một hiệu ứng chuyển đổi lớn về năng lượng cả trạng thái vật lý và năng lượng. Ví dụ sự chuyển đổi từ một trạng thái rắn sang lỏng chỉ có thể liên quan đến một bổ sung rất nhỏ năng lượng. Phương pháp đánh giá chất lượng năng lượng đôi khi liên quan đến phát triển một hệ thống phẩm chất năng lượng để xếp hạng trong thứ bậc.

## Giới thiệu
Từ trước khi cổ đã được sâu triết học, thẩm mỹ và khoa học quan tâm đến độ tương phản của chất lượng với số lượng. Trong một số khía cạnh hiện đại và hậu hiện đại nghĩ rằng có thể được đặc trưng bởi Hiện tượng học phương pháp tiếp cận hai khái niệm này. Một câu hỏi trung tâm đã được xem nhiều khía cạnh khác nhau về chất lượng của thế giới có thể được hiểu về số lượng hợp lý, hoặc cho dù chất lượng và định lượng là không thể hòa giải: đó là, có không có "chất lượng hợp lý", hoặc quale tỷ lệ. Nhiều nhà khoa học và triết học phân tích cho rằng họ không phải là, và do đó xem xét một số hiện tượng chất lượng như thế, ví dụ, tâm linh, chiêm tinh học để được không thể định lượng, không thể phân tích bởi phương pháp khoa học, và do đó không có căn cứ vật lý thực tế. Do đó, khái niệm về chất lượng năng lượng có xu hướng được liên kết với các hiện tượng nhiều nhà khoa học xem xét không thể định lượng, hoặc ít nhất không thể cho hay, và do đó bị sa thải ra khỏi bàn tay.
Đồng thời nhiều người cũng đã công nhận sự khác biệt về chất lượng trong các thứ có thể được thực hiện bởi các thực thể khác nhau (cả vật lý và sinh học). Con người, ví dụ như có năng lực chất lượng khác nhau nhiều hơn so với động vật có vú khác, do, một phần, để ngón tay cái đối diện như  của họ. Trong nỗ lực để chính thức hóa một số sự khác biệt về chất lượng, các thực thể được nhóm lại theo các tính năng hay khả năng phân biệt. Trường khác nhau của tư tưởng sử dụng phương pháp khác nhau để làm cho sự phân biệt. Một số người đã chọn phân loại và bộ gen cấu trúc, trong khi những người khác đã chọn năng lượng chức năng làm cơ sở phân loại. Trước đây là thường gắn liền với sinh học, trong khi sau này với phân tích dinh dưỡng trong chuỗi thức ăn của sinh thái. Đây có thể được coi là nỗ lực để chính thức hóa định lượng, nghiên cứu khoa học của sự khác biệt chất lượng giữa các thực thể. Những nỗ lực không liên quan đến sinh học và sinh thái, kể từ khi các kỹ sư cũng quan tâm đến định lượng số lượng công việc mà nguồn chất lượng khác nhau của năng lượng có thể cung cấp.

## Ohta
Đối với Ohta (1994, trang 90-91) phân tích xếp hạng và khoa học chất lượng năng lượng lần đầu tiên được đề xuất vào năm 1851 bởi William Thomson theo khái niệm của "sẵn sàng". Khái niệm này được tiếp tục ở Đức bởi Z. Rant, người đã phát triển nó theo tiêu đề, "chết Exergie" (exergy). Sau đó được tiếp tục và tiêu chuẩn hóa trong Nhật Bản. Exergy phân tích hiện nay là một phần chung của phân tích năng lượng công nghiệp và sinh thái. Ví dụ, I. Dincer và Y.A. Cengel (2001, p. 132) nhà nước các hình thức năng lượng của các chất khác nhau thường được xử lý trong quyền lực hơi kỹ thuật ngành công nghiệp. Ở đây các "chỉ số chất lượng" là mối quan hệ của exergy đến nội dung năng lượng (Ibid.). Tuy nhiên, các kỹ sư năng lượng đã nhận thức được rằng khái niệm về chất lượng nhiệt liên quan đến khái niệm giá trị - ví dụ A. Thumann đã viết, "chất lượng thiết yếu của nhiệt không phải là số lượng mà là 'giá trị' của nó" (1984, trang 113) - trong đó tập phát huy các câu hỏi của mục đích luận và rộng lớn hơn, hoặc các chức năng mục tiêu sinh thái quy mô. Trong một bối cảnh sinh thái S.E. Jorgensen và G. Bendoricchio exergy được sử dụng như là một chức năng mục tiêu trong các mô hình sinh thái, và thể hiện năng lượng "với một biện pháp được xây dựng trong chất lượng như năng lượng" (2001, p. 392).

## Phương pháp đánh giá chất lượng năng lượng
Có lẽ có hai loại phương pháp chính được sử dụng để tính toán chất lượng năng lượng. Đây có thể được phân loại như là một trong hai phương pháp người nhận hoặc người cho. Một trong những khác biệt chính để phân biệt các lớp này là giả định về việc liệu chất lượng năng lượng có thể được nâng cấp trong một quá trình chuyển đổi năng lượng.
Phương pháp người nhận: "xem năng lượng chất lượng như một biện pháp và chỉ số tương đối dễ dàng với năng lượng chuyển đổi từ dạng này sang dạng khác. Đó là, bao nhiêu năng lượng nhận được từ một quá trình chuyển đổi, chuyển nhượng. Ví dụ, A. Grubler sử dụng hai loại chỉ số về chất lượng tràn đầy năng lượng "-đoạn pro toto": hydro/carbon (H/C) tỷ lệ, và nghịch đảo của nó, [[carbon cường độ của năng lượng. Grubler sử dụng sau này như một chỉ số về chất lượng môi trường tương đối. Tuy nhiên Ohta cho biết rằng trong hệ thống chuyển đổi đa tầng công nghiệp, chẳng hạn như một hệ thống sản xuất hydro bằng cách sử dụng năng lượng mặt trời, chất lượng năng lượng không được nâng cấp (1994, p. 125).
Phương pháp người cho: "xem chất lượng năng lượng như một biện pháp của số lượng năng lượng sử dụng trong một chuyển đổi năng lượng, và đi vào duy trì một sản phẩm hay dịch vụ (1975 HTOdum, trang 3). Đó là bao nhiêu năng lượng được tặng cho một quá trình biến đổi năng lượng. Những phương pháp này được sử dụng trong hóa học, vật lý, sinh thái, và đánh giá hệ sinh thái. Từ quan điểm này, trái ngược với đó vạch ra bởi Ohta, năng lượng chất lượng "là" nâng cấp chuyển đổi dinh dưỡng đa tầng của các hệ thống sinh thái. Ở đây, chất lượng năng lượng được nâng cấp có công suất lớn hơn thông tin phản hồi và kiểm soát điểm về chất lượng năng lượng thấp hơn. Phương pháp người cho cố gắng để hiểu được "hữu dụng" của một quá trình năng lượng bằng cách định lượng mức độ mà năng lượng chất lượng cao hơn điều khiển năng lượng chất lượng thấp hơn.

## Chất lượng năng lượng trong vật lý - hóa học (biến đổi năng lượng trực tiếp)

### Hình thức năng lượng liên tục nhưng lưu lượng năng lượng biến đổi
T. Ohta cho rằng khái niệm về chất lượng năng lượng có thể được trực quan hơn nếu ta xem xét ví dụ nơi mà các dạng năng lượng vẫn không đổi nhưng số lượng năng lượng chảy, hoặc chuyển rất đa dạng. Ví dụ nếu chúng ta chỉ xem xét hình thức quán tính của năng lượng, sau đó chất lượng năng lượng của một cơ thể di chuyển cao hơn khi nó di chuyển với vận tốc lớn hơn. Nếu chúng ta chỉ xem xét các hình thức nhiệt năng lượng, sau đó nhiệt độ cao có chất lượng cao hơn. Và nếu chúng ta chỉ xem xét các hình thức năng lượng ánh sáng của ánh sáng với tần số cao hơn có chất lượng cao hơn (Ohta năm 1994, trang 90). Tất cả những sự khác biệt trong chất lượng năng lượng do đó dễ dàng đo bằng dụng cụ khoa học thích hợp.

### Năng lượng thay đổi, nhưng lưu lượng năng lượng không đổi
Tình hình trở nên phức tạp hơn khi các dạng năng lượng vẫn không đổi. Trong bối cảnh này Ohta xây dựng các câu hỏi về chất lượng năng lượng trong điều khoản của việc chuyển đổi năng lượng của một hình thức vào một, đó là "chuyển đổi" năng lượng. Ở đây, chất lượng năng lượng được định nghĩa tương đối dễ dàng với năng lượng biến đổi, từ hình thức để hình thành.

Nếu năng lượng là tương đối dễ dàng hơn để chuyển đổi năng lượng B nhưng năng lượng B là tương đối khó khăn hơn để chuyển đổi năng lượng, sau đó chất lượng của năng lượng được định nghĩa là cao hơn so với B. Các bảng xếp hạng chất lượng năng lượng cũng được định nghĩa trong một tương tự cách. (T. Ohta năm 1994, trang 90).

Danh mục: Trước khi định nghĩa Ohta ở trên, AWCulp sản xuất một bảng chuyển đổi năng lượng mô tả các chuyển đổi khác nhau từ một trong những năng lượng khác. Culp của điều trị đã sử dụng một subscript để chỉ hình thức năng lượng đang được nói về. Vì vậy, thay vì viết "năng lượng", như Ohta ở trên, Culp gọi "J"e"", để xác định hình thức năng lượng điện, nơi mà "J" là "năng lượng", và "e" là để tạo thành năng lượng điện của. Culps ký hiệu dự đoán Scienceman (1997) câu châm ngôn sau đó tất cả các năng lượng cần được quy định cụ thể như hình thức năng lượng với chỉ số thích hợp.

## Chất lượng năng lượng trong lĩnh vực kinh tế sinh lý (biến đổi năng lượng gián tiếp)
Khái niệm chất lượng năng lượng cũng được công nhận trong các ngành khoa học kinh tế. Trong bối cảnh của kinh tế sinh lý chất lượng năng lượng được đo bằng số lượng của sản lượng kinh tế được tạo ra trên một đơn vị năng lượng đầu vào (CJ Cleveland et al 2000). Việc lập dự toán chất lượng năng lượng trong một bối cảnh kinh tế cũng có liên quan với thể hiện năng lượng phương pháp. Một ví dụ khác về sự liên quan kinh tế của khái niệm chất lượng năng lượng được cho bởi Brian Fleay. Fleay nói rằng "Tỷ lệ lợi nhuận năng lượng" (EPR) là một thước đo của chất lượng năng lượng và chỉ số quan trọng để đánh giá hiệu suất kinh tế của nhiên liệu Cả hai yếu tố đầu vào năng lượng trực tiếp và gián tiếp thể hiện trong hàng hóa và dịch vụ phải được bao gồm trong mẫu số." (2006, trang 10) Fley tính toán lò phản ứng EPR là đầu ra/đầu vào năng lượng năng lượng.

## Xếp hạng chất lượng năng lượng

### Năng lượng phong phú và dễ dàng chuyển đổi tương đối như biện pháp xếp hạng thứ bậc và/hoặc vị trí thứ bậc
Ohta tìm cách để chuyển đổi hình thức năng lượng theo chất lượng và giới thiệu một quy mô phân cấp về chất lượng năng lượng xếp hạng dựa trên sự dễ dàng tương đối của chuyển đổi năng lượng (xem bảng bên phải sau khi Ohta, trang 90). Nó là điều hiển nhiên rằng Ohta đã không phân tích tất cả các hình thức của năng lượng. Ví dụ, nước là đánh giá của mình. Điều quan trọng là cần lưu ý rằng bảng xếp hạng chất lượng năng lượng không được xác định duy nhất với tham chiếu đến hiệu quả của việc chuyển đổi năng lượng. Điều này là để nói rằng đánh giá "tương đối dễ dàng" của một chuyển đổi năng lượng chỉ là một phần phụ thuộc vào hiệu quả chuyển đổi. Như Ohta đã viết, "máy phát điện tua-bin và động cơ điện có gần như cùng một hiệu quả, do đó chúng tôi không thể nói có chất lượng cao hơn" (1994, p. 90). Ohta do đó cũng có, sự phong phú trong tự nhiên như là một tiêu chí xếp hạng xác định chất lượng năng lượng. Ví dụ, Ohta cho biết rằng, "chỉ có điện năng lượng tồn tại trong hoàn cảnh tự nhiên là sét đánh, trong khi năng lượng cơ học nhiều tồn tại." (Ibid.). (Xem bảng 1 [bài viết http://www.exergy.se/ftp/japan85.pdf tường] cho một bảng xếp hạng ví dụ về chất lượng năng lượng.).

### Tính chuyển đổi như một biện pháp của xếp hạng thứ bậc năng lượng
Giống như Ohta, HTOdum cũng tìm cách để chuyển đổi hình thức năng lượng theo chất lượng của họ, tuy nhiên quy mô phân cấp của mình để xếp hạng được dựa trên khái niệm chuỗi hệ sinh thái thực phẩm để thermodyanmics hơn là chỉ đơn giản là tương đối dễ dàng chuyển đổi. Đối với HTOdum năng lượng xếp hạng chất lượng dựa trên số lượng năng lượng của một trong những hình thức cần thiết để tạo ra một đơn vị của một hình thức năng lượng. Tỷ lệ của một trong những hình thức năng lượng đầu vào một đầu ra dạng năng lượng khác nhau là những gì HTOdum và các đồng nghiệp gọi là tính dễ chuyển đổi: "EMERGY năng lượng trên một đơn vị trong đơn vị của emjoules mỗi jun" (HTOdum 1988, p. 1135).